# Mouzay (Indre y Loira)
Mouzay es una comuna francesa situada en el departamento de Indre y Loira, en la región de Centro-Valle del Loira.

## Demografía
| 527 | 471 | 382 | 354 | 438 | 463 | 468 |
| Para los censos de 1962 a 1999 la población legal corresponde a la población sin duplicidades (Fuente: INSEE [Consultar]) |     |     |     |     |     |     |